# Революційний рух імені Тупака Амару
Революційний рух імені Тупак Амару (ісп. Movimiento Revolucionario Túpac Amaru, MRTA) — марксистський рух у Перу, існував з 1984 до 1997, у своїй діяльності використовував терористичні методи. Угруповання було одним з головних дійових осіб у внутрішньому конфлікті в Перу. Очолював рух Віктор Пола Кампос (товариш «Роландо») до його ув'язнення і Нестор Серпа Картоліні (товариш «Еваріста») аж до своєї смерті в 1997.

## Утворення
РРТА виник у 1980 році від злиття марксистсько-ленінської революційної соціалістичної партії і бойової фракції революційного лівого руху, MIR El Militante (MIR-EM), також колишні військові перуанських збройних сил, які брали участь у лівому диктаторському уряді Хуан Веласко Альварадо (1968—1975). РРТА намагалося об'єднатися з іншими лівими організаціями після перших демократичних виборів у Перу після повалення уряду Альварадо.

## Діяльність
Група орієнтувалася на марксизм, її керівники проголосили свою кінцеву мету — «звільнення Перу та Болівії від імперіалістів».
Свою назву рух отримав на честь вождя індіанців Тупака Амару ІІ, який боровся проти іспанських завойовників.
Тривалий час група вела боротьбу проти центрального перуанського уряду.
Першою акцією руху стало пограбування банку у столиці Лімі, за участю Віктора Полая та Хорхе Таледо Ферії, яке відбулося у 1982 році. Під час затримання член ЦК угрупування Х. Таледо загинув у перестрілці.
У 1992 бойовики Тупак Амару влаштували наліт на перуанське місто Хаен, розташоване на півночі Перу. У результаті перестрілки, повстанці були вигнані з міста, один з їх лідерів Еладіо Гарсія загинув.

### Захоплення японського посольства у 1996
Група стала відомою на увесь світ після того, як 17 грудня 1996 року 14 бойовиків цієї захопили японське посольство у Лімі, столиці Перу. Терористи у вигляді офіціантів з підносами захопили японське посольство у якому саме у той час відбувався прийом на честь дня народження японського імператора Акіхіто, куди завітали близько 600 гостей. Терористи вимагали звільнення такого ж числа політичних в'язнів. Невдовзі вони відпустили 220 заручників, визволені заручники виступили з несподіваними заявами про необхідність підтримки та виконання вимог терористів. Це явище отримало назву «Лімський синдром». Впродовж чотирьох місяців вони утримували 72 заручників. Керував захопленням посольства один з лідерів руху — Нестор Серпа Картоліні. Після наказу тодішнього Президента Перу Альберто Фухіморі 22 квітня 1997 року розпочався штурм. В його результаті усіх 14 терористів було вбито, врахувуючи й тих які вже не чинили опір. Також загинув один заручник та двоє військових, що брали участь у штурмі.
У 2006 р. один з лідерів руху, Віктор Полай Кампос був визнаний винним перуанським судом у 30 епізодах з 1980 до 1996.